# Hindola pahangana
Hindola pahangana är en insektsart som först beskrevs av Victor Lallemand 1951.  Hindola pahangana ingår i släktet Hindola och familjen Machaerotidae. Inga underarter finns listade i Catalogue of Life.